# 大久保雅章
大久保 雅章（おおくぼ まさあき、1961年 - ）は日本におけるプラズマによる環境保全工学研究者の1人である。広島県出身。大阪公立大学教授。
1985年から東京工業大学大学院にて大学院生として山根隆一郎教授研究室で、電磁流体力学の研究を開始した。
1998年から大阪府立大学工学部環境保全学研究室で山本俊昭教授、黒木智之准教授らと共同で排ガスや廃水に大気圧プラズマを印加して浄化する基礎研究をはじめた。
2007年ごろから、科学技術振興機構（JST）の補助を得て、それまでの基礎研究を実用的製品にまで高めた。プラズマ浄化クリーンボイラ、プラズマ浄化ディーゼルエンジンはその代表的な成果の一つであり、学会でも評価された高い技術・製品開発成果である。
研究成果はアメリカ電気電子学会産業応用部門論文誌（IEEE Transactions on Industry Applications)を中心に200編を超える論文として報告している。 
功績に対して、2010年に日本機械学会環境工学部門技術業績賞、2013年に日本機械学会環境工学部門功績賞を受賞し、電気工学、機械工学、環境工学に関する学術と技術にまたがる分野での業績が評価された。また、2003年、2004年、2006年の各年に、IEEE Industry Applications Society, Electrostatic Processes Committee, James Melcher Prize Paper Award（最優秀国際論文賞）を3回受賞している。
また、2007年に日本機械学会環境工学部門長を務めた。IEEE フェロー，JSMEフェロー，静電気学会関西支部長・理事を務めている。

## 経歴
- 1985年 - 東京工業大学工学部機械工学科卒業
- 1990年 - 東京工業大学大学院工学研究科機械工学専攻修了
- 1990年 - 東北大学助手
- 1993年 - 東京工業大学助手
- 1998年10月 - 大阪府立大学助教授
- 2007年 - 大阪府立大学大学院工学研究科機械系専攻教授
- 2022年 - 大阪公立大学大学院工学研究科機械系専攻教授

## 書籍
- Advanced Air and Noise Pollution Control／共著、2004年11月、Humana Press, Springer, USA
- Advanced Physicochemical Treatment Technologies／共著、2006年12月、Humana Press, Springer, USA
- 共創･協奏－産学連携成功のキーワード－／共著、2011年7月、株式会社アドスリー、丸善出版
- M. Okubo and T. Kuwahara, New Technologies for Emission Control in Marine Diesel Engines, Elsevier, page count: 296 (2019).
- M. Okubo, Nonthermal Plasma Surface Modification of Materials, Springer Nature Singapore, page count: 209 (2023)
- M. Okubo, Electrical Sustainable Energy for Mechanical Engineers, Springer Nature Singapore (2025) in printing